# Kacyiru
Kacyiru ist einer von 15 Sektoren im Distrikt Gasabo in der Hauptstadtprovinz Kigali von Ruanda.

## Geographie
Kacyiru hat eine Fläche von 5,8 km² und liegt auf einer Höhe von etwa 1470 m. Der Sektor unterteilt sich in die drei Zellen Kamatamu, Kamutwa und Kibaza. Nachbarsektoren von Kacyiru sind im Norden Kinyinya, im Osten Remera, im Süden Kimihurura, im Südwesten Muhima und im Nordwesten Gisozi.

## Bevölkerung
Nach der Volkszählung von 2022 betrug die Einwohnerzahl 30.036 Einwohner. Zehn Jahre zuvor waren es 37.088, was einer jährlichen Bevölkerungsabnahme von 2,1 Prozent zwischen 2012 und 2022 entspricht.

## Kultur und öffentliche Einrichtungen
Im Osten des Sektors befindet sich das  Inema Arts Center und das King Faisal Hospital. Im Westen liegt der Hauptsitz der Rwanda National Police. Zudem befindet sich im Sektor der Sitz des Bildungsministeriums.

## Verkehr
Durch den Sektor verläuft mittig in Ost-West-Richtung die Nationalstraße 3.